# ريكاردو أدريان سيلفا
ريكاردو أدريان سيلفا (بالإسبانية: Ricardo Adrian Silva)‏ (27 مارس 1977 في الأرجنتين - ) هو لاعب كرة قدم أرجنتيني في مركز الوسط. لعب مع انيستتوتو وديفنسا خوستيكا ولوس أنديس ونادي بطليوس وتاليريس كوردوبا وBontang F.C. ‏ وPerak F.C. ‏ وJuventud Antoniana ‏.